# Vlag van Indonesië
De vlag van Indonesië, ook Sang Merah Putih genoemd, is een eenvoudige tweekleurige vlag met twee gelijke horizontale banden, rood (bovenkant) en wit (onderkant). Daarmee is zij vrijwel gelijk aan de vlag van Monaco (het verschil zit in de hoogte-breedteverhouding en kleurtint).
De vlag van Polen heeft dezelfde kleuren, maar dan in de omgekeerde volgorde en in een iets andere hoogte-breedteverhouding.
De vlag is in gebruik sinds 17 augustus 1945, de dag die de overheid van Indonesië beschouwt als onafhankelijkheidsdag. Sindsdien is de vlag niet meer veranderd.

## Symboliek
Vele inwoners van de eilandengroep zien rood en wit als heilige kleuren, zijnde de kleur van de suikerpalm (rood) en die van rijst (wit). Suiker en rijst zijn de belangrijkste ingrediënten van de Indonesische keuken. Het Javaanse Majapahitrijk gebruikte deze kleuren al in de 13e eeuw, op een vlag die bestond uit negen strepen, vijf rode en vier witte. Deze laatste vlag keerde ook terug in het onafhankelijke Indonesië, maar als de geus van de Indonesische marine.
Een alternatieve symboliek stelt dat rood staat voor moed, het menselijk lichaam en het fysieke leven, en wit voor puurheid, reinheid, de geest en het spirituele leven. In de grondwet heet de tweekleur Sang Merah Putih, hetgeen "De Rode en Witte" betekent. Daarnaast heeft de vlag nog twee bijnamen: Sang Dwiwarna ("De Tweekleur") en Sang Saka Merah Putih ("De Verheven Rode en Witte"). Deze laatste bijnaam verwijst naar de vlag die Soekarno voor zijn huis liet hijsen, de zogeheten Bendera Pusaka.

## Ontwerp
Het ontwerp van de vlag is eenvoudig, met twee gelijke horizontale banen in rood (boven) en wit, met een hoogte-breedteverhouding van 2:3. De Sang Merah Putih is het omgekeerde van de vlag van Polen (hoewel de kleurstelling en hoogte-breedteverhouding bij de Poolse vlag ietwat anders zijn). Afgezien van die verhouding is de Indonesische vlag gelijk aan de vlag van Monaco en de vlag van Kerkrade. De vlag van Madagaskar heeft dezelfde oorsprong als die van Indonesië, aangezien de meeste inwoners van Madagaskar van Oost-Indonesische afkomst zijn. In het lied Merah Putih ("rood en wit") wordt de Indonesische vlag bezongen.

## Geschiedenis

### Terugkeer na een afwezigheid van eeuwen
De kleuren van de vlag zijn, zoals hierboven vermeld, afgeleid van de kleuren van het Majapahitrijk, dat een vlag met negen strepen gebruikte, vijf rode en vier witte. De nieuw ontworpen vlag werd in 1922 voor het eerst gebruikt door studenten van de in Leiden opgerichte Perhimpoenan Indonesia (Indonesische vereniging) en werd daarna in 1928 door de nationalisten van de Indonesische Nationale Partij overgenomen. Zij lieten dat jaar voor het eerst de tweekleurige vlag op Java wapperen. Ten tijde van Nederlands-Indië was de vlag evenwel verboden. Rood en wit zonder blauw waren de kleuren van de vlag van het vorstendom van Surakarta, een vorstelijke staat, die ondanks momenten van hevig verzet over het algemeen een loyale vazal van de koloniale overheid was geweest. Na de Tweede Wereldoorlog verklaarden de Indonesische nationalisten hun onafhankelijkheid en werd de vlag aangenomen als nationale vlag van de nieuwe Republiek.

### Alternatieve geschiedenis
Er is een alternatieve geschiedenis over de vlag, die gerelateerd is aan de vlag van Nederland. Ten tijde van Nederlands-Indië gebruikte elke overheidsinstelling het Nederlandse rood-wit-blauw en was, zoals eerder in dit lemma opgemerkt, het Indonesische rood-wit verboden.  Om hun afwijzing van het Nederlandse gezag te laten blijken, zou een aantal Oost-Indiërs het blauw uit de Nederlandse driekleur hebben geknipt, waarbij zij dachten dat het blauw de aristocratie symboliseerde. Het is echter niet waarschijnlijk dat dit zou hebben geleid tot de aanname van de rood-witte vlag; mochten zulke vlagschendingen al ooit hebben plaatsgevonden.

## Vlaginstructie
De vlaginstructie van de Indonesische vlag is streng. De vlag mag (zoals de meeste nationale vlaggen) nooit de grond raken, moet op een correcte wijze gehesen worden en mag niet vuil of versleten zijn. Ook mag de vlag niet voorzien worden van tekeningen, teksten of objecten.
De vlag moet met de juiste zijde naar boven worden gehesen, bij voorkeur aan een vlaggenmast. Dit moet op een plechtige wijze gebeuren, bij voorkeur met het volkslied. Om rouw en lijden te tonen, mag de vlag halfstok (of halfmast) gehesen worden; daartoe moet de vlag eerst naar de top gehesen worden om vervolgens tot halfstok te dalen.
Een afgedankte vlag moet op respectvolle wijze worden vernietigd, bij voorkeur door verbranding.